# Cloaca Maxima
Cloaca Maxima (italijansko Cloaca Massima) je eden prvih kanalizacijskih sistemov na svetu. Zgrajen v antičnem Rimu, da bi izsušili lokalno močvirje in odstranili odpadke enega  najbolj naseljenih mest na svetu, odplake odpeljali do reke Tibere, ki je tekla ob mestu. 

## Konstrukcija
Ime dobesedno pomeni največjo kanalizacijo. Po tradiciji je bila morda zgrajena okoli leta 600 pr. n. št. na ukaz rimskega kralja  Tarkvinija Priska .
Cloaco Maxima so prvotno zgradili Etruščani kot kanal na prostem. Sčasoma so Rimljani kanal pokrili in ga pretvorili v kanalizacijski sistem za mesto .
To javno delo je bilo v veliki meri doseženo z uporabo etruščanskih inženirjev in velikimi količinami prisilnega dela revnejših razredov rimskih državljanov. Podzemno delo na kanalizaciji naj bi bilo izvedeno v času  Tarkvinija Ošabnega, 7. in zadnjega rimskega kralja. 
Čeprav ga Livij opisuje kot kanalizirano pod Rimom, je pisal stoletja po dogodku. Od drugih spisov in poti, ki jo potrebuje, se zdi bolj verjetno, da je bila prvotno odprt odtok, ki je nastal iz potokov treh sosednjih gričev, ki so se usmerjali skozi glavni forum in nato v Tibero. Takšen odprt odtok bi bil nato postopoma pokrit, saj je gradbeni prostor v mestu postal bolj dragocen. Možno je, da sta obe teoriji pravilni in gotovo nekateri glavni spodnji deli sistema kažejo, da so bili pod zemljo tudi v času domnevne gradnje.
Enajst akvaduktov, ki so v 1. stoletju prinesli vodo v Rim, je bilo končno usmerjenih v kanalizacijo, potem ko so zgradili številna javna kopališča, kot so Dioklecijanove terme in Trajanove terme, javne fontane, cesarske palače in zasebne hiše.  Neprekinjena oskrba s tekočo vodo je pripomogla k odstranjevanju odpadkov in preprečevala zamašitev kanalizacije. Najboljša voda je bila rezervirana za zaloge pitne vode, druga kakovostna voda se je uporabljala v kopališčih, katerih odtoki so bili povezani s kanalizacijskim omrežjem pod ulicami mesta. Vodovodni sistem je konec 1. stoletja raziskal generalni Frontinus, ko je njegovo poročilo objavil neposredno cesarju Nervi.

## Sistem distribucije
Od glavnega kanala je bilo veliko vej, vendar so bili vsi "uradni" odtoki, ki so služili javnim straniščem, kopališčem in drugim javnim stavbam. Zasebna stanovanja v Rimu, tudi bogatih, so imela na nekakšno ureditev z greznico.
Cloaca Maxima je bil dobro vzdrževan sistem skozi celotno obdobje rimskega cesarstva in celo danes iz središča mesta pod antičnim forumom, Velabro in Foro Boario odvaja deževnico. Leta 33. pr. n. št. je znano, da je Agripa izvedel inšpekcijski pregled in obnovo, arheologija pa razkriva več stavb in materialov različnih starosti, kar kaže na to, da so sistemu redno posvečali pozornost. V zadnjem času so preostali kanali povezani s sodobnim kanalizacijskim sistemom, predvsem za obvladovanje težav povratne vode iz reke.
Cloaci Maximi naj bi bila pokroviteljica boginja Cloacina.
Rimljani so zapisali - verodostojnost zapisov je odvisna od primera -, da so v kanalizacijo zmetali trupla več ljudi, ne da jim omogočili pravi pokop, med njimi cesar Elagabal  in sveti Boštjan: slednji prizor je predmet znanih umetniških del Ludovica Carraccija.
Iztok Cloaca Maxima v reko Tibero je danes še vedno viden blizu mostu Ponte Rotto in v bližini Ponte Palatina. Obstaja stopnišče, ki se spusti vanjo ob baziliiki Juliji na Forumu. Nekateri deli so vidni tudi s površine nasproti cerkve San Giorgio al Velabro.

## Zgledi
Sistem rimske kanalizacije so veliko posnemali v celotnem rimskem cesarstvu, zlasti v kombinaciji z obilnimi zalogami vode iz rimskih akvaduktov. Kanalizacijski sistem v Eboracumu -sodobnem angleškem mestu York - je bil posebej veličasten in del tega je še ohranjen. 